# 山吹草太
山吹 草太（やまぶき そうた、1964年2月9日 - ）は、詩人、脚本家、演出家。山形県酒田市生まれ。酒田南高等学校卒。奈良県生駒市在住。

## 略歴
- 1993年、『夏のゆくえ』で第45回コスモス文学現代詩部門新人賞受賞[1]。
- 1995年、大阪府に転居。『山吹草太事務所』設立。劇団『演劇詩人月のひまわり』主宰。
- 1996年、東急ライブプラザBoomim Hallにて『ひまわりの絵』を上演（脚本・演出・主演）。
- 1997年、TPT主催のイギリス人演出家デヴィッド・ルヴォーによるワークショップに参加。
- 1998年、心斎橋T・B  HALLにて『不滅の恋』を上演（脚本・演出・主演）。活動の拠点を神奈川県川崎市に移す。
- 1998年～2002年、NHKテレビアニメ『忍たま乱太郎』の劇場版ミュージカルを全国各地500ヶ所で上演（脚本・演出・舞台監督）。総合ビジョン・NHKエンタープライズ・株式会社NHKアートなどの企画に参加（テレビ番組及び映像制作の演出）。
- 1999年、TPT主催の門井均の計らいで、デヴィッド・ルヴォーによる演出家のためのディレクターズ・ワークショップの参加を許可され、渡辺謙・佐々木蔵之介・平田満・若村麻由美ら俳優陣らと数日間の稽古をともにする。その後、ジョナサン・バトレルのワークショップに参加。
- 2000年、財団法人川崎市生涯学習振興事業団の芸術支援事業に選考。新百合トウェンティワンホールにて『最後の晩餐』を上演（脚本・演出）。
- 2001年、神奈川県のダイエーイベント広場及び児童養護施設三春学園にて、チャリティー公演『リトル・ボーイ～広島断章～』を上演（脚本・演出）。財団法人川崎市国際交流協会主催『2001インターナショナル・フェスティバルinカワサキ』にて、『マリーの指輪』・『フランスパンを買いに』を2作同時上演（脚本・演出）。『第18回全国都市緑化フェアゆめみどりいしかわ2001「森のシアター」』の脚本・演出・監督。上演に際し、石川県金沢市の金沢市民芸術村にて、地元の俳優20名にワークショップを行う。
- 2002年、『演劇詩人月のひまわり』活動停止。
- 2003年、なかもとみゆきを総合プロデュース。『ポエトリー・リーディング』を開催。詩と短編戯曲集『5つのパンと2匹の魚』を出版。これを読んだ詩人の吉野弘から直接電話がかかり、「君の詩は、生命に対する公平な眼差しを感じる。人生の矛盾と向き合いながらも、決して諦めない姿勢が感動的だ」という言葉をもらった。
- 2004年～2006年、多摩川文化圏地域誌『多摩人（たまじん）』のフォトエッセイ『多摩の風景』に詩を連載。『多摩人』のインターネット版『でじたるたまじん』にコラムやエッセイ・短篇小説など連載。
- 2005年、奈良県に転居[1]。奈良の季刊情報誌『naranto（ナラント）』にエッセイを連載。
- 2006年、『naranto』のクリエイティブ・ディレクター就任。
- 2007年、関西の詩人たちが集まる『AWC京都プレミアム』主催のイベントにゲスト出演。『リトル・ボーイ～広島断章～』・『マリーの指輪』2作品同時再演。奈良県『藤原京ルネッサンス公式ガイドブック』編集ディレクター就任。
- 2008年、歌手河島英五の長男・河島翔馬となかもとみゆきらとともに、チャリティーコンサート『元気だしてゆこう～僕らの言霊～』を展開。『シネマステーション奈良』立ち上げ。第一弾として『いのちの作法』（製作総指揮：武重邦夫、企画・プロデューサー：都鳥拓也・都鳥伸也、監督：小林征人）上映。奈良県吉野郡川上村に、詩『幸せの誕生日』を提供。新潟県中越地震によって被害を受けた新潟県山古志村の記録映画『1000年の山古志』（監督：橋本信一）に、詩『山古志の詩』を提供。奈良市にある奈良ウェルネス倶楽部にて、朗読教室『物語工房』の講師。
- 2009年、リクルート住宅情報誌『タウンズ』にコラム執筆。財団法人社会教育財団主催の奈良演劇プロジェクト『シアター・プロジェクト・奈良（TPN）』のプロデューサー就任[1]。TPNは平城遷都1300年祭（平城遷都1300年記念事業）県民活動支援事業に採択。奈良ウェルネス倶楽部にて、詩を書くことや読むことを学ぶ『詩の学校』講師。演劇教室『奈良演劇工房』講師。
- 2010年、3月に演劇創作集団『シアター・プロジェクト・奈良（TPN）』が結成され、10月に旗揚げ公演を奈良県橿原文化会館で行なった。[2]
- 2016年、奈良市ボランティアインフォメーションセンター主催「コミュニケーション力・表現力向上ワークショップ」で講師を務める。
- 2017年、奈良市ボランティアインフォメーションセンター主催「コミュニケーションのための演劇ワークショップ」で講師を務める。

## 人物
酒・タバコ・釣り・コーヒー・チョコレートを愛する。
演劇やあらゆる芸術は詩から誕生するという考えを持っている。
2005年に奈良へ引っ越しする際、死にかけの野良猫を連れて帰り、人生の師として共に暮らしている。
アジア圏への旅が好き。

## 主な作品

### 舞台
- 『ひまわりの絵』（1996年）
- 『不滅の恋』（1998年）
- 『最後の晩餐』（2000年）
- 『家族』（2010年）
- 『一粒の麦』（2011年）
- 『木の実は誰のもの？』（2011年より巡演）
- 『恋の忘れもの』（2012年）
- 『あなたに褒められたくて』（2013年）
- 『9番目のアンドロイド』（2014年）
- 『名も無き花の咲く頃に』（2015年）
- 『初恋』（2016年）
- 『小さな物語をあなたに』（2017年）

## 著書
- 詩集『河の中の石の下で』（自選集、2001年）
- 詩と短編戯曲集『5つのパンと2匹の魚』（株式会社朱鳥社出版、2003年）
- 短編物語『石仏』（山吹草太事務所制作、2008年）